# Mikael Ilianovovitj Vorontsov
Mikael Ilianovovitj Vorontsov, född 1714, död 1767, var en rysk hovfunktionär. Han hade en inflytelserik ställning som kansler under Elisabet I:s regeringstid 1744-1762. Han var gift med Anna Vorontsova. 